# Pamela Anderson
Pamela Denise Anderson (Ladysmith, Columbia Británica, 1 de julio de 1967) es una actriz y modelo de glamour canadoestadounidense. Asimismo, ha participado en películas, comerciales, comedias de situación y programas de telerrealidad. A lo largo de su carrera, ha posado en varias ocasiones para la revista Playboy, manteniendo el récord de la mayor cantidad de portadas de Playboy. Luego recibió reconocimiento internacional por protagonizar a "CJ" Parker en la serie dramática de acción Baywatch (1992-1997), que consolidó aún más su estatus como símbolo sexual.
En 1995, un video sexual de Anderson con su entonces esposo Tommy Lee fue robado y filtrado, lo que resultó en una pelea legal y la convirtió en objeto de controversia. Luego pasó a interpretar a Vallery Irons en la serie sindicada VIP (1998-2002) y a Skyler Dayton en la comedia de Fox Stacked (2005-2006). Sus créditos cinematográficos incluyen Raw Justice (1994), Barb Wire (1996), Scary Movie 3 (2003), Borat (2006), Superhero Movie, Blonde and Blonder (ambas de 2008), The Institute, Baywatch (ambas de 2017) y City Hunter (2018). Anderson también apareció en su propia serie de telerrealidad Pam: Girl on the Loose (2008) y ha estado involucrada en varios programas de televisión como Dancing with the Stars (2010, 2012) y Bailando por un sueño (2011). En la década de 2020, Anderson vio la reevaluación de su carrera luego del lanzamiento del documental Pamela, a Love Story (2023) y su papel en la película independiente The Last Showgirl (2024) por la que recibió una nominación al Globo de Oro a Mejor Actriz en una Película - Drama.
Anderson también es conocida por su activismo, habiendo apoyado públicamente muchos asuntos y causas benéficas, en particular los derechos de los animales y las actividades de PETA. También es autora de la autobiografía Love, Pamela (2023) y del libro de cocina a base de plantas I Love You: Recipes from the Heart (2024).

## Infancia e inicios de su carrera

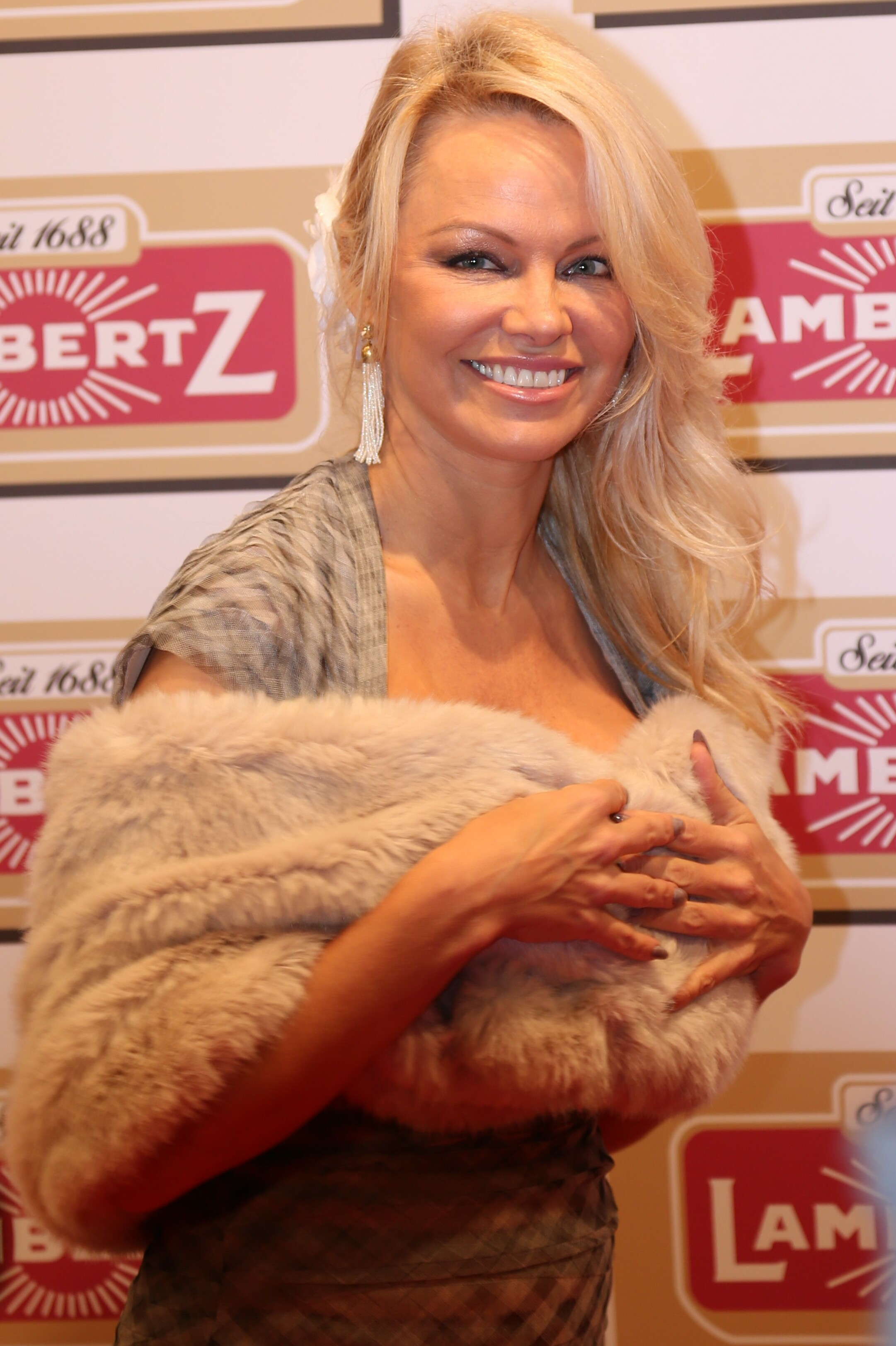
Pamela Anderson en 2017

Anderson nació en Ladysmith, Columbia Británica, una población a 90 km al noroeste de Victoria, Columbia Británica, hija de Carol Cawthorpe, una camarera, y de Barry W. Anderson, reparador de hornos. Su bisabuelo, Juho Hyytiäinen, era finlandés, nativo de Saarijärvi, y se fue de Finlandia en 1908, cambiando su nombre a Anderson cuando llegó como inmigrante. Anderson tiene ancestros alemanes por parte de su madre.
La recién nacida Anderson ganó fama como la Bebé del Centenario de Canadá, porque ella fue la primera bebé nacida en el Día del Centenario de Canadá (nació a las 4:08 a. m.). Su madre recibió una medalla por ese motivo. Después de su nacimiento, sus padres y su hermano, Gerry Anderson, se mudaron al pueblo de Comox con Pamela.
Tras graduarse en la École Highland Secondary School en 1985, Anderson se mudó a Vancouver y trabajó como instructora de gimnasia. Durante el verano de 1989, Pamela fue con sus amigos a un partido de la Canadian Football League en el BC Place Stadium, durante el partido se la mostró en la pantalla gigante del estadio con una camiseta de la marca de cerveza Labatt, causando que la multitud gritase. La hicieron bajar al campo para recibir una ovación de la multitud. Labatt le ofreció un contrato de modelo y ella aceptó.
Pamela tocaba el saxofón en la banda de jazz de su escuela secundaria.
A finales de 1989, Pamela decidió posar para la revista erótica Playboy: apareció en la portada en octubre de 1989 (acreditada como Pamela Anderson Ilicic) y decidió mudarse a Los Ángeles para continuar su carrera de modelo. Fue playmate en febrero de 1990 y ha aparecido en Playboy muchas veces (12) en la década de 1990 y en la siguiente.

## Carrera
Tras mudarse a la ciudad de Los Ángeles en 1990, Anderson comenzó a participar en audiciones para programas televisivos. A finales de 1990 apareció en un episodio de la serie televisiva Charles in Charge, titulado «Teacher's Pest». Posteriormente participó en dos capítulos de la comedia de situación Married... with Children, «Al With Kelly» y «Route 666: Part 2».
En 1991 fue contratada para representar un papel secundario en la serie Home Improvement. Sin embargo, su salto a la fama internacional se produjo en 1992, cuando comenzó a interpretar el papel de la salvavidas C.J. Parker en la serie televisiva Baywatch. Abandonó Home Improvement después de dos temporadas, y continuó con su trabajo en Baywatch hasta 1997. Su desempeño en esta última serie le valió ser una de las actrices mejor pagadas de la televisión. Durante ese período también protagonizó la película Barb Wire (1996), la cual recibió críticas mayormente negativas y no tuvo un buen resultado comercial, y realizó apariciones especiales en programas televisivos como Days of our Lives, The Nanny (en los episodios titulados "Danny's Dead and Who's Got the Will?" y "The Heather Biblow Story") y Saturday Night Live.
En septiembre de 1998, Anderson volvió a la televisión con una nueva serie, titulada V.I.P. (1998-2002), donde interpretó a Vallery Irons. Dicho papel la ayudó a mostrar sus capacidades como actriz de comedia, y la serie llegó a un total de cuatro temporadas.
En marzo de 2001, una intrusa, Christine Roth, fue arrestada mientras dormía en un dormitorio de invitados de la mansión de Pamela. Sólo se le acusó de mala conducta por invadir propiedad ajena y no del crimen más grave de acoso. Roth se declaró culpable del cargo de haber entrado sin permiso en la propiedad y fue deportada a su país de origen, Francia.

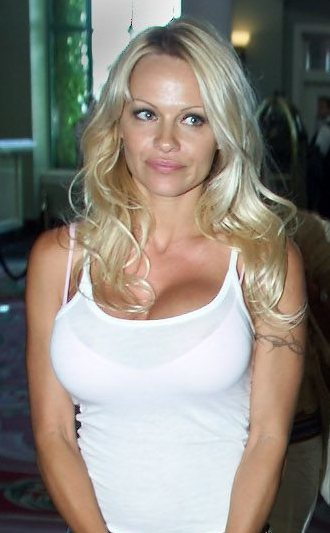
Pamela Anderson (2003).

En 2004, Pamela regresó al mundo del espectáculo. En mayo de ese año, apareció desnuda en la portada de la revista Playboy. Más tarde, posó desnuda para las revistas Stuff y GQ. Muchos notaron que el tamaño de sus senos era más grande que en las fotografías de 2003.
Anderson se convirtió en una ciudadana naturalizada de Estados Unidos el 12 de mayo de 2004, mientras mantenía su ciudadanía canadiense para apoyar a sus padres (o al menos a su madre) con una tarjeta verde. Ha vivido en California Meridional desde 1989. La actriz ha hablado con frecuencia sobre su vida privada. En una visita al programa de David Letterman, en 2004, dijo que no había tenido novio por un tiempo; y cuando Letterman le preguntó cómo estaba sobrellevándolo, respondió: «There's not a square corner left anywhere in my house!» ('¡No queda ninguna esquina cuadrada en toda mi casa!'). Esta frase, que alude a una técnica de masturbación, dejó a Letterman sonrojado y sin palabras, mientras el público gritaba. Pamela Anderson se destacaba por el enorme volumen artificial de sus pechos. En 2004, Pamela Anderson publicó el libro Star, coescrito junto con el autor Eric Shaw Quinn, en el que ella describe a una adolescente que hace diferentes cosas para alcanzar la fama. Después, comenzó a recorrer Estados Unidos, firmando autógrafos para los admiradores en las tiendas Wal-Mart en todo el país. Su segundo libro, la secuela Star Struck, publicado en 2005, es un vistazo apenas encubierto de su vida con Tommy Lee y sobre el duro trabajo en la vida de las celebridades.
En enero de 2005 Anderson confesó que tenía nuevos implantes de seno, asegurando que no se sentía igual sin ellos. Anderson también confirmó que los nuevos implantes eran todavía más grandes que los anteriores.
El 13 de abril de 2005, Anderson protagonizó una comedia del canal FX, llamado Stacked, donde encarnaba a Skyler Dayton, una animadora de fiestas que va a trabajar en una librería. Stacked fue cancelada el 18 de mayo de 2006, después de dos temporadas, aunque algunos episodios no habían llegado a ser emitidos. El 14 de agosto, Comedy Central creó el Roast|of Pamela Anderson para honrar al símbolo sexual de la década anterior. Durante su discurso final en el Roast, Pamela se refirió a sus pechos como «Pancho and Lefty».
En diciembre de 2005, NBC censuró un reportaje de Anderson bailando sin sujetador la canción The Red Piano de Elton John. NBC dijo que la cinta era inapropiada para el horario estelar. El vídeo con Pamela se mostró en enormes pantallas mientras Elton John estaba tocando una canción. Anderson estaba sin sostén, pero con unas estrellas pintadas en sus senos. En marzo de 2006, se anunció que Anderson recibiría una estrella en el Paseo de la Fama de Canadá gracias a sus años como modelo y actriz. Es la segunda modelo que recibe una estrella. En abril de 2006, Anderson fue anfitriona de los Juno Awards de Canadá, siendo la primera estrella no cantante y modelo en hacerlo.
En 2006, en la película Borat!, del director Larry Charles, se menciona mucho a Pamela Anderson porque el personaje principal de la película busca raptarla y casarse con ella. Anderson aparece en persona al final de la película enfrentada con Borat en una escena de secuestro. Ella comenzó consecutivamente a grabar una comedia, Blonde and Blonder.
Desde el 1 de junio de 2007 aparece como ayudante en La belleza de la magia, el espectáculo del ilusionista neerlandés Hans Klok en Las Vegas.
En 2023, saldrá a la venta un libro autobiográfico donde narrara diferentes incidentes de su vida profesional, como el intento de acoso que el actor Tim Allen realizó sobre ella.

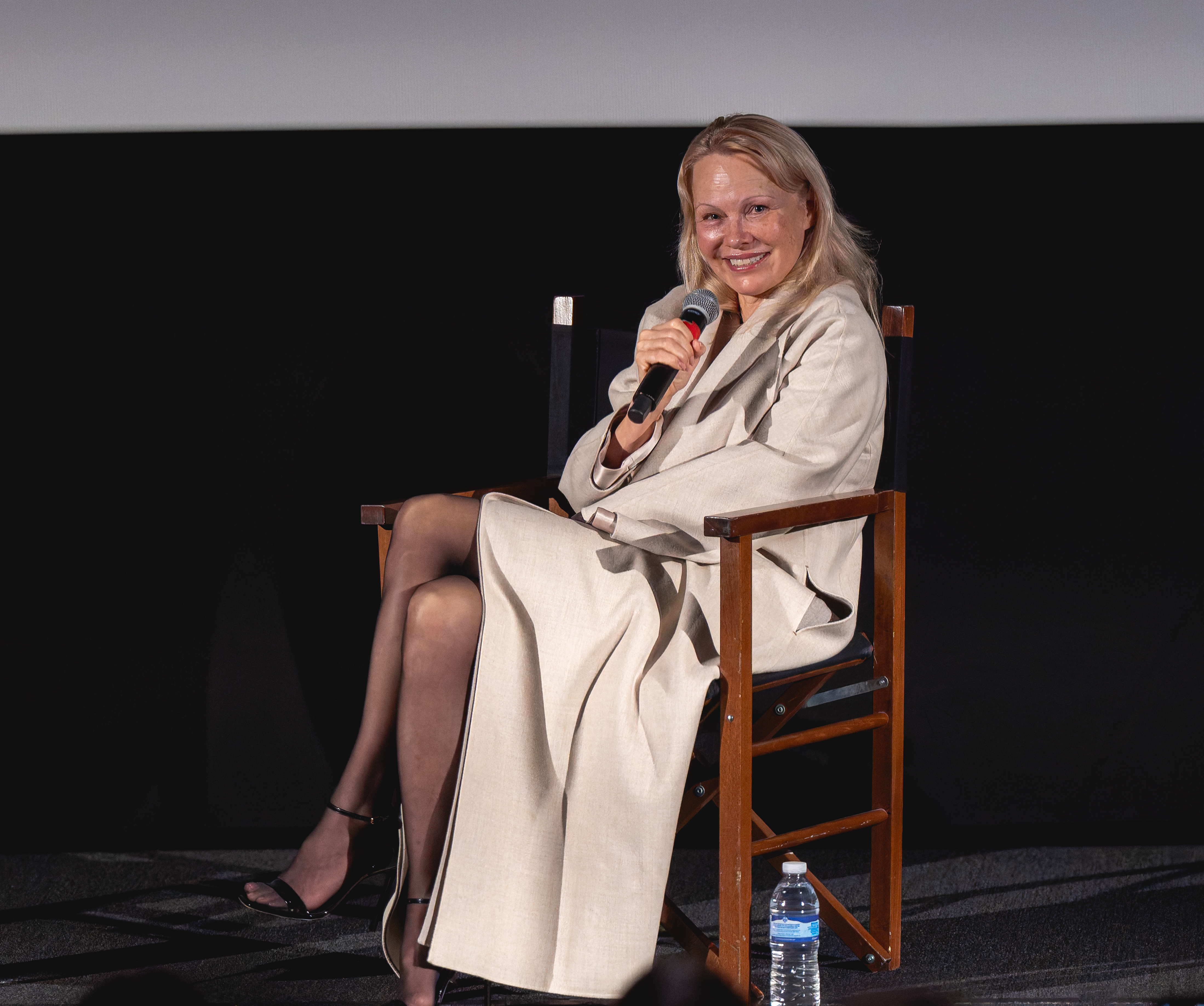
Anderson en Picturehouse Central, conferencia de la película The Last Showgirl (febrero de 2025).

Después de ver Pamela, a Love Story, Gia Coppola quiso elegir a Anderson para el papel de Shelly en su película dramática The Last Showgirl. Envió el guion al entonces agente de Anderson, quien lo rechazó en una hora sin avisarle a Anderson. Coppola luego se acercó al hijo de Anderson, Brandon, a través de amigos en común, y se lo pasó a su madre, que en gran medida había renunciado a la actuación. Anderson aceptó el papel y fue elegida oficialmente en febrero de 2024, protagonizando junto a Jamie Lee Curtis, Dave Bautista, Brenda Song, Kiernan Shipka y Billie Lourd. La película se estrenó en el Festival Internacional de Cine de Toronto en septiembre de 2024, y Anderson lo llamó "el papel que he estado esperando durante toda mi carrera". Caryn James de la BBC llamó a Anderson "una revelación" y escribió: "La devastación discreta que Anderson ha capturado es el verdadero triunfo actoral". David Rooney de The Hollywood Reporter dijo que la "interpretación transformadora de Anderson es innegablemente conmovedora, ofreciendo perspectivas esclarecedoras tanto del personaje como de la actriz que la interpreta, que ha tenido que luchar para ser tomada en serio. Este papel debería marcar un punto de inflexión en ese frente". Anderson recibió una nominación al Globo de Oro a la Mejor Actriz en una Película - Drama por su actuación en la película, lo que marca su primera nominación al Globo de Oro y la primera nominación importante de la industria en su carrera. También ha sido nominada al Premio del Sindicato de Actores de a la Actuación Destacada de una Actriz en un Papel Protagónico.

## Activismo en defensa de los animales
Anderson es vegetariana, defensora de los derechos animales y miembro activo de la organización Personas por el Trato Ético de los Animales (PETA), con quienes ha participado en diversas campañas. Se volvió vegetariana en el comienzo de su adolescencia cuando vio a su padre matar un animal que había cazado.
En 1999, Anderson recibió el premio Linda McCartney por su desempeño en la campaña contra el uso de pieles. En 2003, Pamela se desnudó para la campaña publicitaria "Prefiero estar desnuda que usar pieles" ("I'd Rather Go Naked Than Wear Fur") de PETA.
Su labor activista mundialmente conocida fue la emprendida en contra de Kentucky Fried Chicken, argumentando que: "Lo que KFC hace con 750 millones de pollos cada año no es civilizado ni aceptable" ("What KFC does to 750 million chickens each year is not civilized or acceptable"). Realizó un vídeo denunciando a KFC por el hacinamiento y maltrato de los pollos para KFC.
En enero de 2006, Pamela solicitó al gobernador de Kentucky, retirar el busto del Coronel Sanders, fundador de KFC, pero su petición fue rechazada. En abril de 2007, Pamela envió un vídeo al presidente de KFC en Egipto, pidiéndole mejorar la forma en que los pollos para sus restaurantes, son criados y sacrificados.
También ha hecho campaña contra la caza de focas en su Canadá natal. En marzo de 2006, Pamela solicitó hablar con el primer ministro de Canadá Stephen Harper sobre la caza anual de focas en ese país. Su petición fue denegada. En mayo de 2006 entrevistó a individuos aleatorios en la calle sobre su opinión sobre la caza de focas canadiense.
En julio de 2010 fue censurada en Canadá debido a una campaña de PETA en la que se veía a Pamela en una fotografía en la que su cuerpo desnudo está marcado de la misma forma en la que marcan a los bovinos durante el despiece. Pecho, hombro, costillas y cola, son algunas de las frases que las ex 'Baywatch' tenía escritas en su cuerpo para la publicidad de la organización que busca disminuir el consumo de carne en el mundo.
En junio de 2015, Anderson recibió los golpes de sable con los que el supuesto príncipe de Montenegro, Stephan Cernetic, la nombró condesa de Gigli, Italia. Arrodillada, recatada y con un elegante vestido blanco, recibió el “honor” en una ceremonia celebrada en Génova. Cernetic le concedió el título por su activismo en defensa de los animales, especialmente por la vida marina en los océanos. Dos años después se descubrió que se trataba de un estafador que actuaba como un falso noble.

## Vida personal

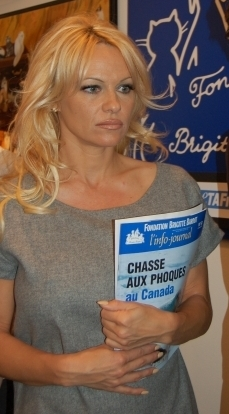
Anderson en 2008.

Además de su fama como actriz y modelo, Pamela ha recibido mucha atención de la prensa por su bien conocida vida personal. Sus relaciones han sido titulares en revistas del mundo del espectáculo por años. Se casó con el famoso roquero Tommy Lee, de Mötley Crüe, el 19 de febrero de 1995, después de conocerlo por solo 96 horas, y tuvieron dos hijos, Brandon Thomas Lee (6 de junio de 1996) y Dylan Jagger Lee (29 de diciembre de 1997). Durante este matrimonio, se le conocía profesionalmente como Pamela Anderson Lee.
Pamela antes de separarse definitivamente, había pedido el divorcio en dos ocasiones, pero volvía a reconciliarse. El 25 de febrero de 1998, Pamela denunció a Tommy por abuso. Al día siguiente, Anderson pidió el divorcio. El 28 de febrero de 1998 el divorcio fue oficial. Tommy fue sentenciado a seis meses de prisión. En mayo, él tuvo que ir a terapia de control de ira y pagar los honorarios de los abogados de Pamela.
En marzo de 2002, Anderson aseguró públicamente que había contraído el virus hepatitis C de Lee (por compartir agujas de tatuar) y empezó a escribir una columna periódica para la revista estadounidense Jane para muchachas jóvenes. En octubre de 2003, Anderson dijo sarcásticamente en el programa de radio de Howard Stern que no esperaba vivir más de diez o quince años, pero esto se malentendió y varios tabloides y sitios de Internet lo tomaron en serio. Ella, sin embargo, admitió ante los periódicos que aún tenía sexo a menudo con él desde el divorcio.
Un vídeo sexual casero de la luna de miel de Pamela Anderson y Tommy Lee fue robado de su hogar e hizo mucho revuelo al aparecer en Internet. Anderson demandó a Internet Entertainment Group, la compañía de Internet que distribuía el vídeo. En última instancia, las cortes les concedieron 1.5 millones de dólares a Anderson y Lee, más los honorarios de los abogados.

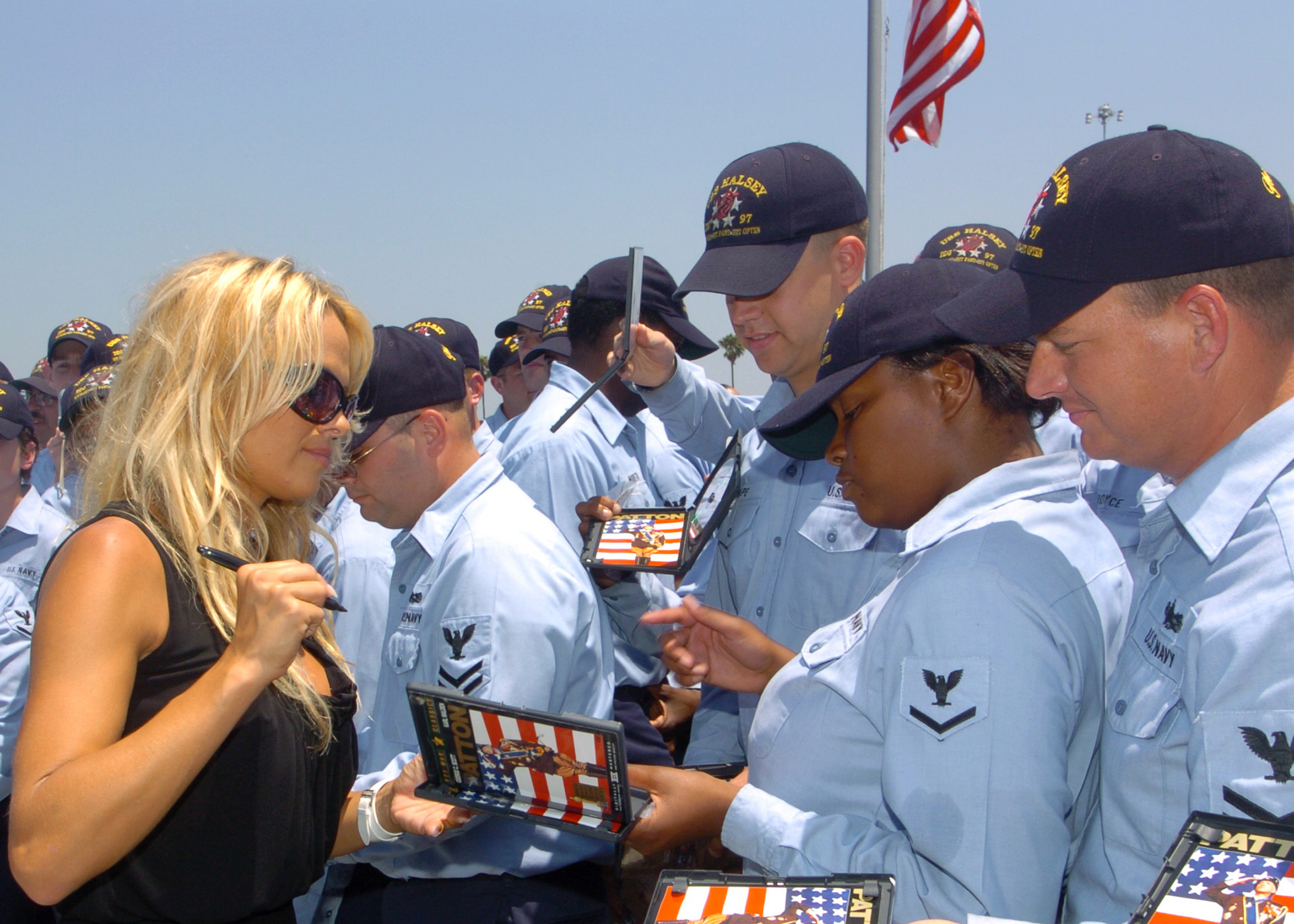
Pamela Anderson firmando autógrafos en la marina de San Diego.

La popularidad y la aprovechabilidad del vídeo provocaron un minigénero dentro de la industria pornográfica y desde entonces muchos vídeos de sexo caseros se han publicado en Internet y en DVDs o VHSes (a veces con la cooperación del participante). Una segunda cinta, hecha antes que la de Lee, que involucra a Anderson y al músico Bret Michaels de Poison, se distribuyó más tarde por Internet. Fotogramas del vídeo aparecieron por primera vez publicados en la revista Penthouse.
Desde el divorcio, fue prometida del modelo Marcus Schenkenberg y del roquero Kid Rock (Robert J. Ritchie). Se separó de Schenkenberg en 2001 y de Rock en 2003. Se anunció el 18 de julio de 2006 que ella se casaría con Kid Rock el 29 de julio en un yate cerca de St. Tropez, Francia. Feels like I've been stuck in a time warp ('se siente como si hubiera estado atrapada en un túnel del tiempo'), dijo Anderson en su blog. Not able to let go of MY family picture… it's been sad and lonely and frustrating… I've raised my kids alone in hope of a miracle. Well my miracle came and went. And came back and back because he knew that I'd wake up one day and realize that I was waiting for nothing; I'm moving on ('no puedo dejar la foto de MI familia... ha sido triste, solitario y frustrante... He criado a mis hijos sola con la esperanza de un milagro. Bueno, mi milagro vino y se fue. Y volvió y volvió porque sabía que un día me despertaría y me daría cuenta de que no estaba esperando nada; estoy avanzando'), ella declaró. I feel like I'm finally free… I'm in love ('siento que finalmente soy libre... estoy enamorada').
Ella puso su casa de Malibu, California, en venta para mudarse a un lugar privado. En una entrevista con Gabriel Maynard, Anderson aseguró: I don't know why people consider me stupid, I'm actually really smart ('No sé por qué la gente me considera estúpida. Realmente soy muy lista.')
Pamela tuvo un romance con el actor Stephen Dorff, pero ahora son sólo amigos. También ha tenido relaciones con Scott Baio, coprotagonista de Baywatch, con David Charvet y con el músico Bret Michaels de la banda Poison. También ha tenido presuntas aventuras amorosas con famosos como Dean Cain, Sylvester Stallone, el surfista Kelly Slater, Ben Affleck, Fred Durst y el famoso Eric Nies de la telerrealidad.

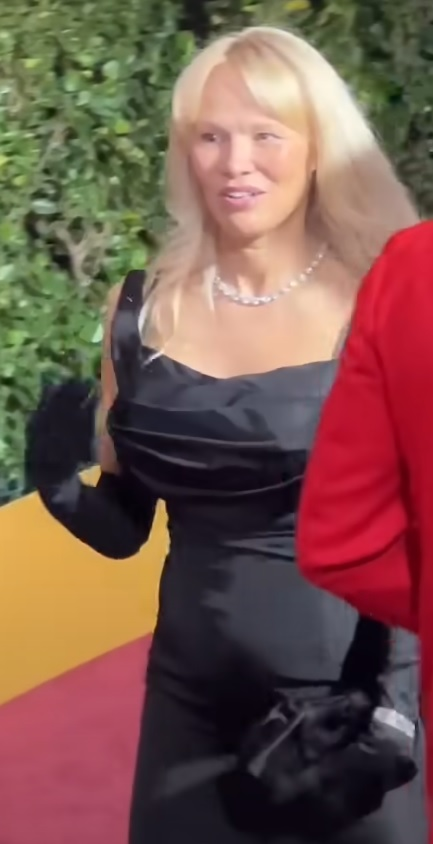
Anderson en la alfombra roja de los Premios Globos de Oro, tras ser nominada como Mejor Actriz - Drama por The Last Showgirl.

En 2003, Anderson se hizo la portavoz célebre de la American Liver Foundation ("Fundación Hepática Estadounidense") y promocionó el recaudador de fondos de la gira de motocicletas SOS en octubre.
En enero de 2021 anunció que se había casado por quinta vez con el guardaespaldas Dan Hayhurst en la Nochebuena de 2020.

## Filmografía

### Cine
| Año  | Película                             | Personaje                | Notas                   |
| ---- | ------------------------------------ | ------------------------ | ----------------------- |
| 1990 | The Taking of Beverly Hills          | Animadora                |                         |
| 1993 | Snapdragon                           | Felicity                 |                         |
| 1994 | Raw Justice                          | Sarah                    |                         |
| 1995 | Baywatch: Forbidden Paradise         | Casey Jean «C.J.» Parker | Directamente para vídeo |
| 1996 | Barb Wire                            | Barbara «Barb» Wire      |                         |
| 1996 | Naked Souls                          | Britt                    |                         |
| 2002 | Scooby-Doo                           | Ella misma               | Cameo                   |
| 2003 | Scary Movie 3                        | Becca Kotler             |                         |
| 2003 | Pauly Shore is Dead                  | Ella misma               |                         |
| 2006 | Borat                                | Ella misma               |                         |
| 2008 | Blonde and Blonder                   | Dee Twiddle              | También productora      |
| 2008 | Superhero Movie                      | Mujer Invisible          |                         |
| 2010 | Hollywood & Wine                     | Jennifer Mary            |                         |
| 2013 | Jackhammer                           | Groupie                  |                         |
| 2016 | The People Garden                    | Signe                    |                         |
| 2017 | Baywatch                             | Casey Jean «C.J.» Parker | Cameo                   |
| 2017 | SPF-18                               | Ella misma               |                         |
| 2017 | The Institute                        | Ann Williams             |                         |
| 2018 | Nicky Larson et le parfum de Cupidon | Jessica Fox              |                         |
| 2024 | The Last Showgirl                    | Shelley Gardner          |                         |
| 2025 | The Naked Gun (película)             | Beth                     |                         |

### Televisión
| Año             | Serie                                         | Personaje                |
| --------------- | --------------------------------------------- | ------------------------ |
| 1992-1997       | Baywatch                                      | Casey Jean «C.J.» Parker |
| 1991-1993, 1997 | Home Improvement                              | Lisa                     |
| 1992            | Days your Live                                | Cindy                    |
| 1998-2002       | V.I.P.                                        | Vallery Irons            |
| 2003-2004       | Stripperella                                  | Stripperella             |
| 2005            | Comedy Central Roast of Pamela Anderson       | Ella misma               |
| 2005-2006       | Stacked                                       | Skyler Dayton            |
| 2007            | See You in Vegas                              | Ella misma               |
| 2008            | Pam: Girl on the Loose                        | Ella misma               |
| 2010            | Dancing with the Stars                        | Ella misma               |
| 2011            | Bailando por un Sueño (Showmatch) - Argentina | Ella misma               |

#### Participaciones especiales
| Año  | Serie                                            | Capítulo                             |
| ---- | ------------------------------------------------ | ------------------------------------ |
| 1990 | Charles in Charge                                | Teacher's Pest                       |
| 1990 | Married with Children                            | Al... with Kelly                     |
| 1991 | Married with Children                            | Route 666: Part 2                    |
| 1992 | Married People                                   | The Nanny                            |
| 1993 | Top of the Heap                                  | Behind the Eight Ball                |
| 1997 | The Nanny                                        | Danny's Dead and Who's Got the Will? |
| 1997 | The Nanny                                        | The Heather Biblow Story             |
| 1999 | Futurama                                         | Fry and the Slurm Factory            |
| 2002 | King of the Hill                                 | The Fat and the Furious              |
| 2003 | Less Than Perfect                                | All About Claude                     |
| 2005 | 8 Simple Rules... for Dating My Teenage Daughter | C.J.'s Temptation                    |
| 2005 | 8 Simple Rules... for Dating My Teenage Daughter | Torn Between Two Lovers              |

### Como directora
| Año  | Nombre                 | Tipo       |
| ---- | ---------------------- | ---------- |
| 1995 | Pam: Girl on the Loose | Documental |

## Premios y nominaciones
| Año  | Película          | Premio                                     | Categoría                                     | Resultado | Ref.   |
| ---- | ----------------- | ------------------------------------------ | --------------------------------------------- | --------- | ------ |
| 2024 | The Last Showgirl | Festival de Cine de Miami                  | Premio al Arte de la Interpretación de la Luz | Ganadora  | [ 20 ] |
| 2024 | The Last Showgirl | Premios de invierno de IndieWire           | Premio al desempeño                           | Ganadora  | [ 20 ] |
| 2024 | The Last Showgirl | Premios Gotham                             | Desempeño de liderazgo sobresaliente          | Nominada  | [ 20 ] |
| 2024 | The Last Showgirl | Savannah Film Festival                     | Premio Marquee                                | Ganadora  | [ 20 ] |
| 2024 | The Last Showgirl | Zurich Film Festival                       | Ojo Dorado                                    | Ganadora  | [ 20 ] |
| 2024 | The Last Showgirl | Asociación de Críticos de Cine de San Luis | Mejor Actriz                                  | Nominada  | [ 20 ] |
| 2025 | The Last Showgirl | Premios Globos de Oro                      | Mejor Actriz - Drama                          | Nominada  | [ 20 ] |
| 2025 | The Last Showgirl | Premios del Sindicato de Actores           | Mejor actriz en un papel principal            | Nominada  | [ 20 ] |